# Leo van Dongen
Leo van Dongen (Made, 2 januari 1942 - Oosterhout, 17 juni 2011) was een Nederlands wielrenner. Hij was beroepsrenner tussen 1964 en 1969.
Van Dongen bleef als beroeps altijd in een knechtenrol. In de Tour van 1965 zorgde hij ervoor dat zijn ploeggenoot Cees van Espen de 5e etappe kon winnen en eindigde zelf als tweede.
Hij overleed op 17 juni 2011 aan de gevolgen van diabetes.

## Belangrijkste overwinningen
1964
- GP Stad Sint-Niklaas

1965
- Omloop van Oost-Vlaanderen

1966
- Mijl van Mares

## Resultaten in voornaamste wedstrijden
| Jaar | Ronde van Italië | Ronde van Frankrijk | Ronde van Spanje |
| ---- | ---------------- | ------------------- | ---------------- |
| 1964 |                  | buiten tijd         |                  |
| 1965 |                  | 89e                 |                  |
| 1966 |                  | buiten tijd         | opgave           |
| 1967 |                  |                     | 66e              |

| Jaar | Gent-Wevelgem | Ronde van Vlaanderen | Parijs-Roubaix | Amstel Gold Race | Parijs-Tours |
| ---- | ------------- | -------------------- | -------------- | ---------------- | ------------ |
| 1964 | 57e           |                      | 48e            |                  | 37e          |
| 1965 | 12e           |                      |                |                  | 10e          |
| 1966 | 44e           | 42e                  |                |                  | 45e          |
| 1967 |               | 63e                  |                | 49e              |              |